# Họ Khướu
Họ Khướu (danh pháp khoa học: Timaliidae) là một họ lớn của phần lớn các loài chim dạng sẻ ở Cựu thế giới. Chúng đa dạng về kích thước và màu sắc, nhưng có đặc trưng chung là bộ lông mềm và xốp như bông. Đây là các loài chim của khu vực nhiệt đới, với sự đa dạng lớn nhất ở Đông Nam Á. Loài wrentit châu Mỹ là loài kỳ bí trong thời gian gần đây đã được đặt trong họ Khướu nhưng có lẽ nó không thuộc về họ này. Họ Khướu là một trong hai nhóm không có quan hệ họ hàng gần chứa các loài chim mà tên gọi chung đa phần là khướu hay (họa) mi, nhóm còn lại là khướu Australasia trong họ Pomatostomidae (còn gọi là giả-khướu).
Những loài chim này có chân khỏe, và nhiều loài sống hoàn toàn trên mặt đất. Nhóm này không là chim di trú rõ nét và phần lớn các loài có cánh ngắn, thuôn tròn, bay yếu. Sự đa dạng hình thái khá cao; phần lớn các loài tương tự như chích, giẻ cùi hay hoét. Nhóm này nằm trong số các họ chim Cựu thế giới với nhiều loài vẫn còn được phát hiện ra gần đây.

## Hệ thống
Hệ thống hóa của họ Khướu Cựu thế giới từ lâu đã có vấn đề. Trong phần lớn thế kỷ 20, họ này được sử dụng như là "đơn vị phân loại thùng rác" cho nhiều loài chim biết hót của Cựu thế giới nhưng khó xếp loại (chẳng hạn như Picathartidae hay wrentit). Ernst Hartert khi tổng kết điều này đã chỉ nửa đùa khi phát biểu rằng trong bộ Sẻ thì
"Was man nicht unterbringen kann, sieht man als Timalien an." (Điều mà người ta không thể xếp đặt có hệ thống chính là họ Timaliidae)
Các đợn vị phân loại bị xếp nhầm chỗ rõ ràng nhất đã được di chuyển dần dần trong giai đoạn cuối thế kỷ 20.
Kể từ đó, với sự hỗ trợ của các dữ liệu trình tự DNA, người ta đã xác nhận rằng thậm chí cả phần còn lại cũng không là đơn ngành. Phân tích các dữ liệu mtDNA cytochrome b và 12S/16S rRNA trong khoảng rộng họ Timaliidae được nghiên cứu xuyên suốt những gì thực chất đã không thể giải quyết tốt sự đa phân giữa chích Cựu thế giới và vành khuyên. Do chim dạng chích điển hình (chi Sylvia) đã gộp nhóm cùng với một số chi được coi là thuộc họ Timaliidae (chẳng hạn như lách tách), người ta gợi ý rằng một vài chi/loài trong họ Sylviidae nên được chuyển sang họ Timaliidae.
Do điều này có thể gộp cả chi điển hình của họ Sylviidae nên nó có thể dẫn tới vấn đề về danh pháp đòi hỏi cần có sự can thiệp của ICZN và một điều vào thời gian đó chưa nhận thức được là trong bất kỳ trường hợp nào, do phát sinh loài của phần còn lại trong các dạng chích Cựu thế giới (Sylviidae) cũng chưa được giải quyết trọn vẹn. Vấn đề với cách tiếp cận như thế có thể — do nhiều loài chích Cựu thế giới vẫn chưa được nghiên cứu với các kết quả mới trong tiềm thức và có nhiều loài chim có lẽ thuộc họ Timaliidae — là quá rủi ro để tạo ra các nhánh cấp họ được định nghĩa tồi nhưng lại chứa quá nhiều loài; kết quả là cách tiếp cận này dường như phải ngừng lại trong một khoảng thời gian cần thiết để sắp xếp lại một cách tổng thể siêu họ Sylvioidea.
Alström và ctv. (2006) ủng hộ đề xuất phân loại của Cibois, "nếu như họ Timaliidae và một vài nhóm khác chứa chim dạng chích được công nhận ở cùng cấp độ họ" nhưng tất nhiên không cần thiết trong việc hợp nhất chúng để đạt được tính đơn ngành trong cả hai. Đáng chú ý là một trong số ít các kết luận ở cấp độ trên cấp chi nhận được sự ủng hộ mạnh trong Cibois là tính khác biệt của chi Sylvia và các loài "khướu" có quan hệ họ hàng trong họ Timaliidae nghĩa hẹp (sensu stricto). Vì thế, đối với giai đoạn hiện thời, tốt nhất có lẽ nên duy trì hai họ Sylviidae và Timaliidae như là các nhóm phân loại khác biệt và chỉ cần chia tách hay di chuyển các chi khi cần thiết để đạt được tính đơn ngành.
Khướu mỏ dẹt (Paradoxornis spp.) là các loài chim hơi giống như sẻ ngô (họ Paridae) mà trong quá khứ đã từng được di chuyển lòng vòng giữa các họ Timaliidae, Paridae cũng như tách ra thành họ riêng của chính chúng (dưới tên gọi Paradoxornithidae - một cách đúng nghĩa đen là "các loài chim gây bối rối"). Một điều chắc chắn là chúng không phải một họ khác biệt mà có lẽ đúng hơn thì chúng thuộc về nhánh Sylvia.
Các mối quan hệ của các loài chim dạng vành khuyên (hiện tại là họ Zosteropidae) hiện nay vẫn chưa được giải quyết. Dựa trên các chuỗi dữ liệu nDNA RAG-1 và c-mos; Barker và ctv. (2002) phát hiện thấy rằng có lẽ chính xác nhất thì nên gộp chúng gần với họ Timaliidae hơn là với chi Sylvia và đồng minh, giống như điều mà Cibois đã thực hiện. Các dữ liệu tổ hợp từ các chuỗi nDNA c-myc exon 3, RAG-1 và myoglobin intron 2 với các dữ liệu từ mtDNA cytochrome b  hỗ trợ kịch bản của họ cũng giống như kết quả của việc nghiên cứu lại có sử dụng các chuỗi dữ liệu myoglobin intron 2 và cytochrome b của khoảng các đơn vị phân loại rộng hơn (dù mật độ không dày dặc hơn) 
Ngược lại, lai ghép DNA-DNA đặt vành khuyên gần với chi Sylvia hơn. Tuy nhiên, phương pháp này hiện tại bị coi là kém tin cậy hơn so với các trình tự DNA dài và đa dạng. Tuy thế, vẫn cần lưu ý rằng chưa có nghiên cứu ở mức phân tử nào đủ rộng lớn để giải quyết các mối quan hệ của nhóm vành khuyên với độ tin cậy thích hợp ngoài điều thực tế nhỏ nhoi rằng chúng tạo thành một nhánh với "phần cốt lõi" của cả hai họ Sylviidae và Timaliidae. Trong tổ hợp này, rất có thể chúng tạo thành một dòng dõi đơn ngành với khướu mào (Yuhina spp.) (và có thể là các dạng "Khướu" khác). Kết quả là nếu Zosteropidae vẫn được duy trì như là một họ thì chúng nên được di chuyển sang đó.
Ngoài ra, các nghiên cứu mới đã chỉ ra rằng một vài chi (như Garrulax (khướu) và Fulvetta (lách tách)) cũng không là đơn ngành và cần thiết phải chia tách.

### Timaliidae nghĩa hẹp
Các chi này cần được giữ lại trong họ Timaliidae trong bất kì tình huống nào; một trong số này di chuyển từ họ Sylviidae sang. Chúng tạo thành một vài nhánh được hỗ trợ khá tốt và nhiều chi với các mối quan hệ hoàn toàn chưa được giải quyết (ở đây gọi là "tổ hợp"):
- Nhánh Liocichla và đồng minh

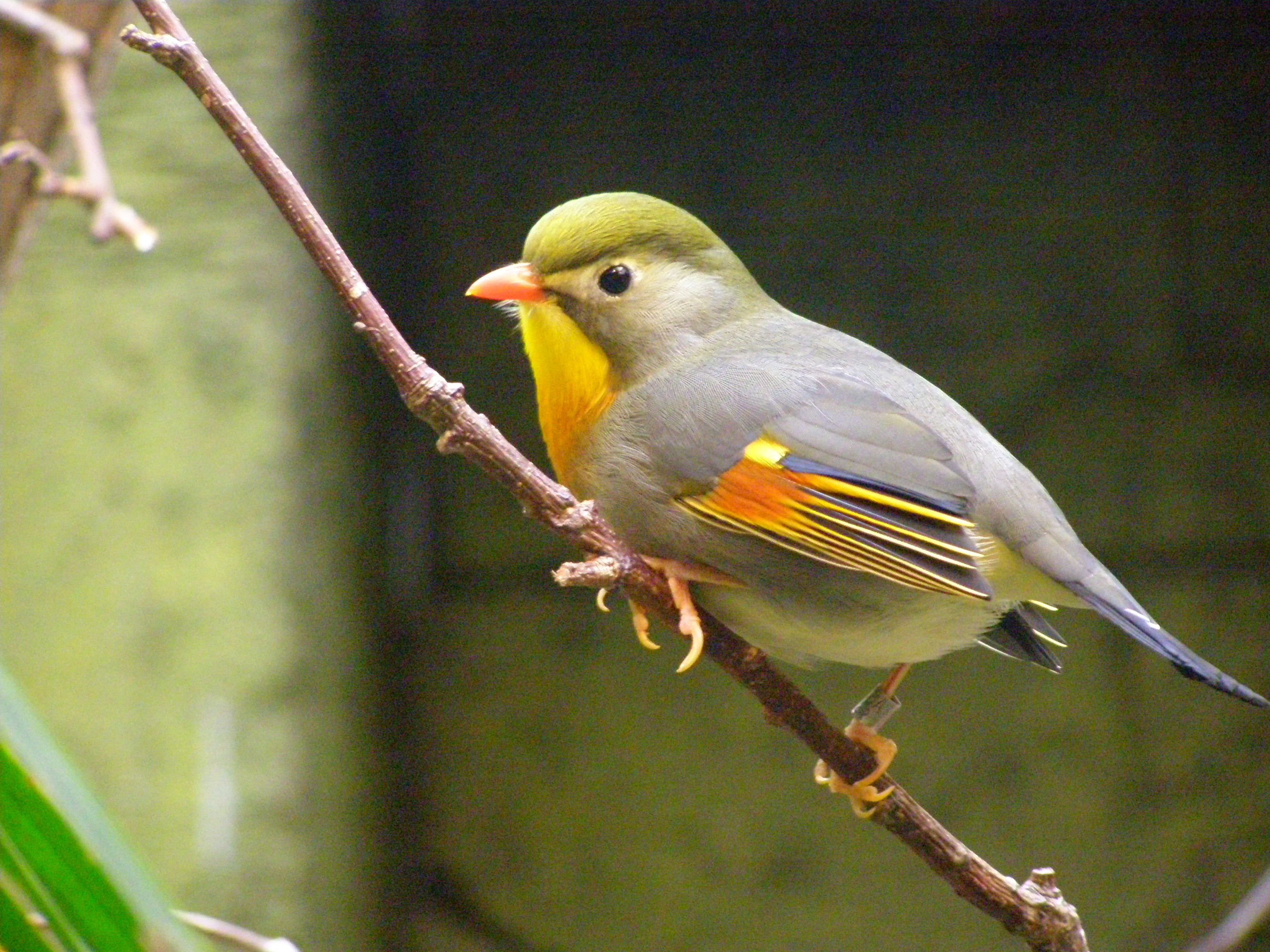
Kim oanh mỏ đỏ (Leiothrix lutea)

  - Chi Liocichla – (4 loài khướu, trong đó có khướu mặt đỏ)
  - Chi Actinodura – khướu vằn (7 loài)
  - Chi Minla – khướu lùn (1 loài)
    - Khướu lùn đuôi đỏ, Minla ignotincta

  - Chi Chrysominla (1 loài)
    - Khướu lùn đuôi hạt dẻ, Chrysominla strigula

  - Chi Siva
    - Khướu lùn cánh lam (siva) Siva cyanouroptera

  - Chi Leiothrix – kim oanh (hay tương tư) (2 loài)
  - Chi Heterophasia – mi (8 loài mi hay khướu lùn)
- Tổ hợp Khướu

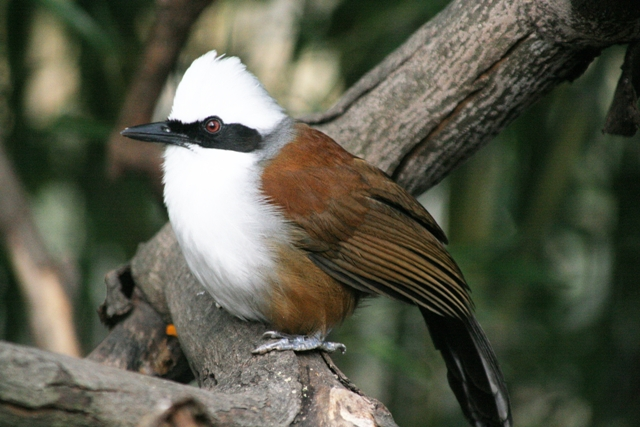
Khướu mào trắng (Garrulax leucolophus)

- - Chi Alcippe – lách tách (đặt vào đây không chắc chắn)
    - Lách tách má xám, Alcippe morrisonia (đa ngành?)
    - Lách tách núi, Alcippe peracensis (cận ngành?)
    - Lách tách nâu, Alcippe brunneicauda
    - Lách tách trán đen, Alcippe grotei – trước đây trong A. peracensis
    - Lách tách má nâu, Alcippe poioicephala
    - Lách tách Java, Alcippe pyrrhoptera – đặt vào đây không chắc chắn
    - Lách tách Nepal, Alcippe nipalensis – đặt vào đây không chắc chắn

  - Chi Cutia - khướu hông đỏ
    - Khướu hông đỏ Himalaya, Cutia nipalensis
    - Khướu hông đỏ Việt Nam, Cutia legalleni

  - Chi Turdoides (27 loài)
  - Chi Garrulax – khướu (trước đây khoảng 50 loài). Đa ngành, bao gồm khoảng 11 chi, cụ thể xem bài Garrulax.
  - Chi Babax – thảo mi (3 loài)
- Tổ hợp Pellorneum – Napothera (7 loài)

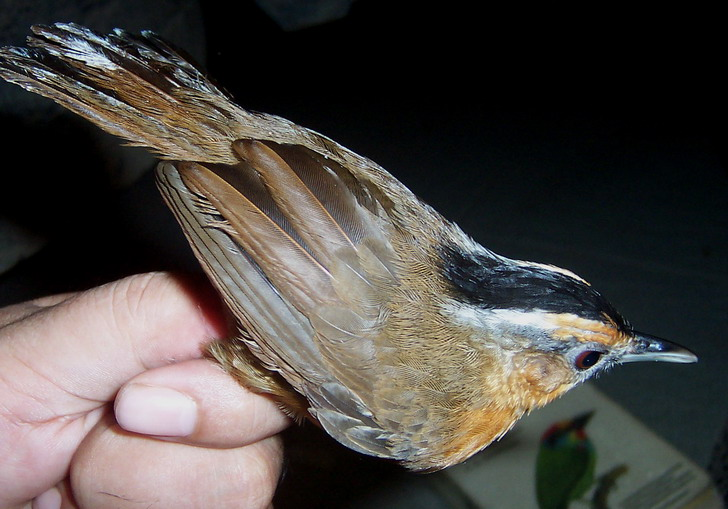
Chuối tiêu chỏm đen (Pellorneum capistratum)

- Chi Pellorneum (7 loài chim chuối tiêu)- có thể đa ngành[10]
- Chi Kenopia
  - Khướu vằn, Kenopia striata
- Chi Malacopteron – chim chuối tiêu (6 loài)
- Chi Schoeniparus – lách tách không điển hình, trước đây trong chi Alcippe.
  - Lách tách họng hung, Schoeniparus rufogularis
  - Lách tách tối màu, Schoeniparus brunnea
  - Lách tách chóp bạc màu, Schoeniparus dubia
- Chi Pseudominla – lách tách không điển hình, trước đây trong chi Alcippe.
  - Lách tách cánh hung, Pseudominla castaneceps
  - Lách tách họng vàng, Pseudominla cinerea
  - Lách tách ngực vàng kim, Pseudominla variegaticeps – đặt vào đây không chắc chắn
- Chi Gampsorhynchus
  - Khướu mỏ quặp mào trắng hay khướu đuôi dài, Gampsorhynchus rufulus
- Chi Malacocincla (5 loài chuối tiêu còn sinh tồn)
  - Chuối tiêu Vanderbilt, Malacocincla sepiarium vanderbilti – tuyệt chủng? (cuối thế kỷ 20?)

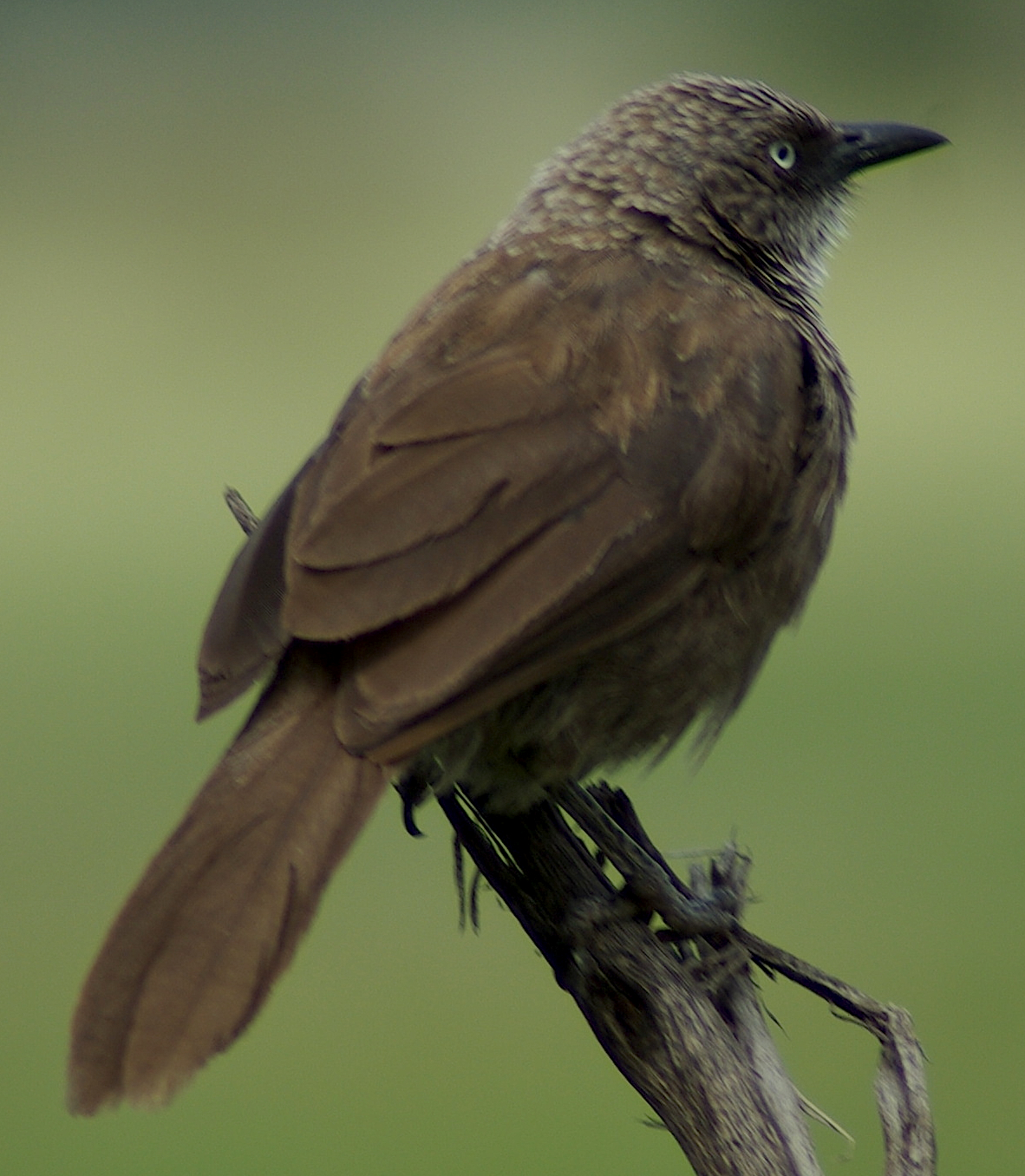
Khướu mày đen châu Phi (Turdoides melanops) ở châu Phi có thể là hơn một loài, trong trường hợp đó con chim này là T. sharpei.

- Chi Napothera – khướu đá không điển hình (cận ngành). Đôi khi bị chia thành vài chi.
  - Khướu đá lớn, Napothera macrodactyla (Turdinus macrodactyla)
  - Khướu đá lớn Java, Napothera macrodactyla lepidopleura (Turdinus macrodactyla lepidopleura) – tuyệt chủng? (giữa thế kỷ 20?)
  - Khướu đá ngực phai, Napothera rufipectus (Turdinus rufipectus)
  - Khướu đá họng đen, Napothera atrigularis (Turdinus atrigularis)
  - Khướu đá cẩm thạch, Napothera marmorata (Turdinus marmorata)
  - Khướu đá vôi, Napothera crispifrons (Gypsophila crispifrons)
  - Khướu đá đuôi cụt hay khướu đá sọc, Napothera brevicaudata
  - Khướu đá núi, Napothera crassa
  - Khướu đá lông mày, Napothera epilepidota
  - Khướu đá Luzon, Napothera rabori (Robsonius rabori)
- Chi Jabouilleia – Khướu không điển hình (2 loài)
- Chi Graminicola – trước đây trong họ Sylviidae, đặt vào đây không chắc chắn
  - Chích đuôi dài phao câu hung hay chích đuôi dài, Graminicola bengalensis

Nhánh Timaliine
- Chi Pomatorhinus – Khướu đất (9 loài)
- Chi Xiphirhynchus – khướu mỏ cong
- Chi Stachyris (đa ngành)
- Nhóm Stachyris
  - Khướu bụi đầu đen, Stachyris nigriceps

- Chưa giải quyết

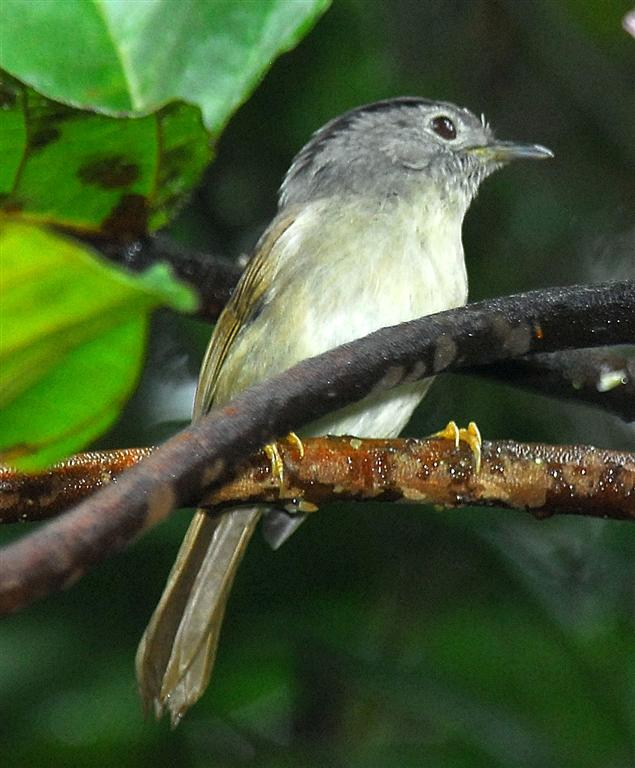
Lách tách núi (Alcippe peracensis) thuộc về nhóm chim lách tách điển hình.

  - Khướu bụi đầu hung, Stachyris ambigua
  - Khướu bụi ngực trắng, Stachyris grammiceps
  - Khướu đá mun, Stachyris herberti
  - Khướu bụi đầu xám, Stachyris poliocephala
  - Khướu bụi đốm Austen, Stachyris oglei
  - Khướu bụi đốm đỏ, Stachyris striolata
  - Khướu bụi cổ trắng, Stachyris leucotis
  - Khướu bụi họng đen, Stachyris nigricollis
  - Khướu bụi yếm trắng, Stachyris thoracica
  - Khướu bụi phao câu hung, Stachyris maculata
  - Khướu bụi cánh hung, Stachyris erythroptera
  - Khướu bụi ngực lưỡi liềm, Stachyris melanothorax
- Chi Stachyridopsis
  - Khướu bụi trán hung, Stachyridopsis rufifrons
    - Khướu bụi Deignan, Stachyridopsis rufifrons rodolphei

  - Khướu bụi đầu đỏ, Stachyridopsis ruficeps
  - Khướu bụi vàng, Stachyridopsis chrysaea
  - Khướu bụi cằm đen, Stachyridopsis pyrrhops
- Chi Spelaeornis (6 loài) – khướu đất điển hình
- Chi Sphenocichla
  - Khướu mỏ nêm, Sphenocichla humei
- Chi Macronous – chích chạch (5 loài)
- Chi Timalia
  - Khướu mào hung, Timalia pileata

### Nhánh Vành khuyên
Nếu như các loài vành khuyên được duy trì như là họ Zosteropidae tách biệt thì nhóm này sẽ cần bao gồm các chi sau:
- Chi Yuhina – khướu mào – 8 loài, (phát hiện ra là đa ngành và hiện nay tách thành 5 chi)
- Chi Staphida
  - Khướu mào vằn, Staphida castaniceps
  - Khướu mào cổ hung, Staphida torqueola
  - Khướu mào ngực hung, Staphida everetti
- Chi Dasycrotapha – trước đây trong chi Stachyris; đặt vào đây không chắc chắn
  - Khướu bụi lửa, Dasycrotapha speciosa
- Chi Sterrhoptilus – trước đây trong chi Stachyris; đặt vào đây không chắc chắn
  - Khướu bụi lùn Mindanao (hay Yuhina), Sterrhoptilus plateni
  - Khướu bụi lùn Visaya (hay Yuhina), Sterrhoptilus pygmaeus
  - Khướu bụi mào vàng (hay Yuhina), Sterrhoptilus dennistouni
  - Khướu bụi mào đen (hay Yuhina), Sterrhoptilus nigrocapitata
  - Khướu bụi chóp phai (hay Yuhina), Sterrhoptilus capitalis
- Chi Zosterornis – trước đây trong chi Stachyris; đặt vào đây không chắc chắn
  - Khướu bụi mặt hung (hay Yuhina), Zosterornis whiteheadi
  - Khướu bụi vằn Luzon (hay Yuhina), Zosterornis striatus
  - Khướu bụi vằn Panay (hay Yuhina), Zosterornis latistriatus
  - Khướu bụi vằn Negros (hay Yuhina), Zosterornis nigrorum
  - Khướu bụi vằn Palawan (hay Yuhina), Zosterornis hypogrammicus

### Nhánh Sylviid

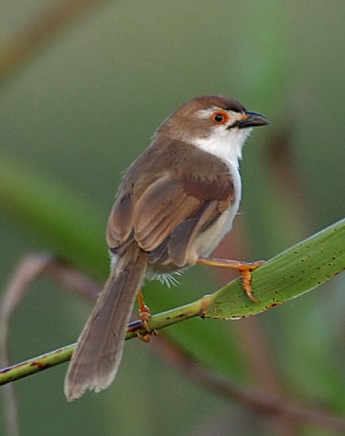
Họa mi mắt vàng (Chrysomma sinense) là họ hàng gần gũi hơn với các loài chích điển hình.

Cũng gồm cả khướu mỏ dẹt. Nếu như họ Sylviidae được duy trì như là họ khác biệt thì nhóm này cần bao gồm cả:
- Chi Pseudoalcippe
  - Lách tách châu Phi, Pseudoalcippe abyssinica – trước đây trong chi Illadopsis
- Chi Lioparus – trước đây trong chi Alcippe
  - Lách tách ngực vàng, Lioparus chrysotis
- Chi Fulvetta – lách tách điển hình, trước đây trong chi Alcippe
  - Lách tách bốn mắt, Fulvetta ruficapilla
  - Lách tách Trung Hoa, Fulvetta striaticollis
  - Lách tách mày trắng, Fulvetta vinipectus
  - Lách tách họng sọc, Fulvetta cinereiceps (có thể đa ngành)
  - Lách tách Ludlow, Fulvetta ludlowi – đặt vào đây không chắc chắn
- Chi Chrysomma – 3 loài
- Chi Chamaea – wrentit

### Các chiincertae sedis
Các mối quan hệ vẫn chưa được giải quyết; có thể thuộc mà cũng có thể không thuộc họ Timaliidae nghĩa hẹp (sensu stricto).
- Chi Crocias – 2 loài mi (tổ hợp Khướu?)
- Chi Micromacronus (nhánh timaliine?)
  - Chích chạch nhỏ, Micromacronus leytensis
- Chi Trichastoma – 7 loài

- Chi Rimator

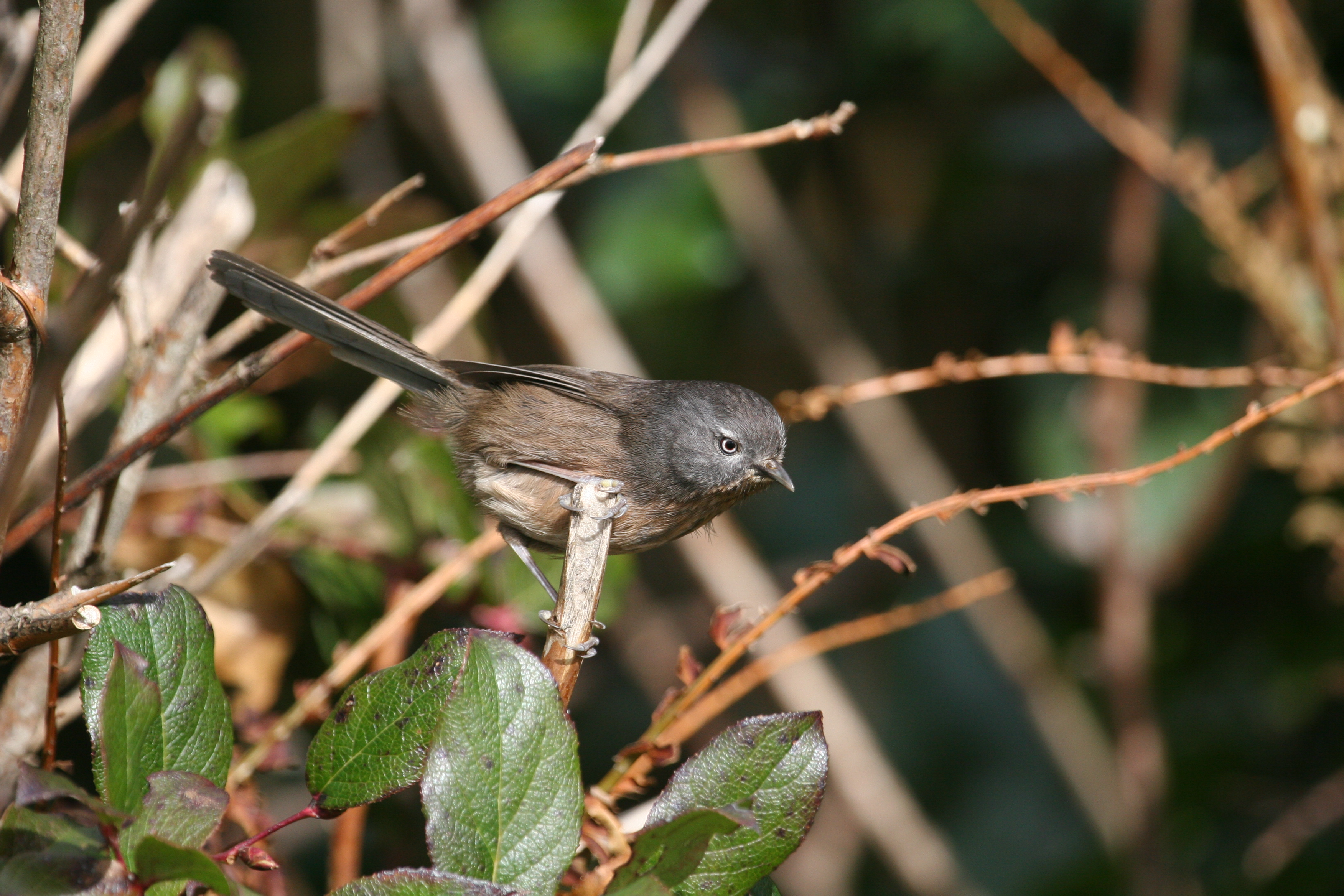
Các mối quan hệ của wrentit là khó hiểu. Nó có thể có quan hệ họ hàng với chim chích điển hình.

  - Khướu mỏ dài, Rimator malacoptilus
- Chi Ptilocichla – 3 loài khướu
- Chi  Pnoepyga – 3 loài khướu đất
- Chi Dumetia – khướu bụng vàng nâu
- Chi Rhopocichla – khướu ngực sẫm
- Chi Myzornis
  - Myzornis pyrrhoura
- Chi Malia: Chuyển sang họ Locustellidae[11]
- Chi Lioptilus – có thể liên quan tới Sylvia
  - Mũ đen bụi, Lioptilus nigricapillus
- Chi Parophasma – có thể liên quan tới Sylvia
  - Chim mèo Abyssinia, Parophasma galinieri
- Chi Kupeornis – 3 loài khướu núi. Có lẽ liên quan tới Phyllanthus
- Chi Phyllanthus
  - Babbler Capuchin, Phyllanthus atripennis
- Chi Ptyrticus – có thể liên quan tới Illadopsis
  - Ptyrticus turdinus
- Chi Horizorhinus – quan hệ không chắc chắn
  - Horizorhinus dohrni

## Trước đây đặt trong họ
Các chi mà mối quan hệ của chúng hiện nay đã biết là nằm hoàn toàn ngoài họ Timaliidae, không phụ thuộc vào việc họ này bị giới hạn như thế nào.

### Phần khác trong siêu họSylvioidea
Dòng dõi cơ sở của chim chích dạng chiền chiện, họ Cisticolidae :
- Chi Neomixis – jery
  - Jery thường, Neomixis tenella
  - Jery lục, Neomixis viridis
  - Jery họng vằn, Neomixis striatigula

Thuộc về nhánh chưa đặt tên chích Malagasy ("Bernieridae"); xem Cibois (2001).
- Chi Hartertula – trước đây trong chi Neomixis
  - Jery đuôi nêm, Hartertula flavoviridis
- Chi Crossleyia
  - Oxylabes mày vàng, Crossleyia xanthophrys
- Chi Oxylabes
  - Oxylabes họng trắng, Oxylabes madagascariensis

### Nhóm khác của cận bộPasserida
Thuộc về nhóm chim đường (họ Promeropidae ở châu Phi):
- Chi Arcanator – đôi khi gộp trong chi Modulatrix
  - Họng lốm đốm, Arcanator orostruthus
- Chi Modulatrix
  - Họng đốm, Modulatrix stictigula

### Tiểu bộCorvida
Dường như có liên quan tới vireo (họ Vireonidae ở Tân thế giới):
- Chi Erpornis
  - Khướu mào bụng trắng, Erpornis zantholeuca – trước đây trong chi Yuhina [16]

Thuộc về nhóm vireo:
- Chi Pteruthius – khướu mỏ quặp
  - Khướu mỏ quặp bụng hung hay khướu mỏ quặp đầu đen, Pteruthius rufiventer
  - Khướu mỏ quặp mày trắng, Pteruthius flaviscapis
  - Khướu mỏ quặp lục, Pteruthius xanthochlorus
  - Khướu mỏ quặp tai đen, Pteruthius melanotis
  - Khướu mỏ quặp cánh vàng, Pteruthius aenobarbus

Thuộc về nhóm vanga (họ Vangidae ở Madagascar):
- Chi Mystacornis
  - Khướu vanga Crossley, Mystacornis crossleyi

### Incertae sedis
- Chi Kakamega [3] – quan hệ không chắc chắn. Có thể thuộc về các loài hoét hay chim đường.
  - Kakamega ngực xám hay "Illadopsis" ngực xám, Kakamega poliothorax